# 스미요시역 (도쿄도)
스미요시역(일본어: 住吉駅, すみよしえき)은 일본 도쿄도 고토구에 있는 철도역이다.

## 타는 곳

### 도쿄도 교통국
| 1 | ○ 도영 지하철 신주쿠 선 | 바쿠로요코야마·신주쿠·사사즈카·하시모토 방면 |
| 2 | ○ 도영 지하철 신주쿠 선 | 오지마·모토야와타 방면                       |

### 도쿄 지하철
| 1 | ○ 한조몬 선 | 오테마치·시부야·주오린칸 방면     |
| 2 | ○ 한조몬 선 | 아시아게·구키·미나미쿠리하시 방면 |

## 역사
- 1978년 12월 21일: 도영 신주쿠 선의 역이 영업 개시.
- 2003년 3월 19일: 한조몬 선의 역이 영업 개시, 환승역이 되다.

## 인접역
| 도쿄 도 교통국 신주쿠 선          | 도쿄 도 교통국 신주쿠 선 | 도쿄 도 교통국 신주쿠 선        |
| --------------------------------- | ------------------------ | ------------------------------- |
| S 12 기쿠카와 신주쿠 방면         | 신주쿠 선                | 니시오지마 S 14 모토야와타 방면 |
| 도쿄 지하철 한조몬 선             |                          |                                 |
| Z 11 기요스미시라카와 시부야 방면 | 한조몬 선                | 긴시초 Z 13 오시아게 방면       |